# Акация кручёная
Акация кручёная (лат. Acacia tortilis) — дерево с большой или средней кроной, произрастающее главным образом в саванне Сахель в Африке (особенно в Судане), но также встречающееся на Ближнем Востоке.

## Описание
Акация крученая растет в районах, где температура колеблется от 0 °C до 50 °C и количество осадков — 100—1000 мм в год.
В крайне засушливых условиях может расти как маленький жилистый куст. Вырастает до 21 м в высоту. Листья дерева около 2,5 см в длину, состоят из 4—10 пар листочков, в которых до 15 пар листовок. Цветки мелкие, белые, очень ароматные, образуют плотные скопления. Семена образуются в плоских закрученных стручках.
Растение хорошо переносит высокую щелочность почвы, засуху, высокие температуры, пыльные бури, растет на песчаных и каменистых почвах и крутых склонах гор. Кроме того, растения старше 2-х лет являются морозостойкими.

## Применение
Древесина деревьев данного вида используется для изготовления мебели, колес, столбов, клеток и карандашей. Древесина акации крученой упоминается в Ветхом Завете, она использовалась израильтянами для строения Скинии и изготовления её убранства, включая Ковчег Завета. Стручки и листья, растущие на дереве в изобилии, используются в качестве корма для пустынных травоядных животных. Кора часто используется в качестве материала для изготовления веревок в Республике Танганьика, а также является источником танинов. Смола дерева съедобна и может использоваться как гуммиарабик. Части дерева, включая корни, побеги и стручки также часто используются туземцами в разнообразных целях, например, для изготовления украшений, оружия, инструментов и медикаментов.
Акация крученая является важным растением в процессе озеленения пустынь, так как это одно из немногих деревьев, способных выживать в очень суровых, засушливых условиях.